# Myriopteris cucullans
Myriopteris cucullans är en kantbräkenväxtart som först beskrevs av Fée, och fick sitt nu gällande namn av Grusz och Michael D. Windham. Myriopteris cucullans ingår i släktet Myriopteris och familjen Pteridaceae. Inga underarter finns listade.